# Club Atlético Green Cross
El Club Atlético Green Cross es un equipo de fútbol profesional de Tosagua, Provincia de Manabí, Ecuador. Fue fundado el 12 de enero de 1961. Se desempeña actualmente en la Segunda Categoría de Ecuador, aunque en la actualidad debido a problemas institucionales no ha participado desde el año 2012 en este campeonato. Está afiliado a la Asociación de Fútbol No Amateur de Manabí. Es el equipo con más títulos en la Segunda Categoría de Manabí.

## Historia
Fundado el 12 de enero de 1961, en el Barrio Tarqui del Cantón Manta, Green Cross recién adquirió importancia cuando a mediados de 1991, con el apoyo de empresarios mantenses, el club ascendió a la Serie A del fútbol ecuatoriano. Sorprendentemente se quedó en la máxima categoría durante 5 años; sin embargo, desde el descenso a la "B" en 1996 Green Cross no ha vuelto a la "A", e incluso llegó a descender a la Segunda Categoría en 1998 no ha vuelto a la "B", donde permanece hasta 2011 ahora radicado en el cantón Tosagua de la provincia de Manabí, antes jugaba en Manta. En dicho cantón se ha asentado la cruz verde, a pesar de que el elenco se formó en Manta y que estuvo hasta 1998 en esa ciudad. Uno de sus fundadores es Teddy Leonel Barcia Tomalá.
A pesar de su corta permanencia en la máxima categoría, Green Cross llegó a ser el primer club manabita en clasificar a un torneo internacional sancionado por la Conmebol, al ganar en 1993 el triangular por un cupo a la Copa Conmebol 1994. Sin embargo, no llegó a participar y su puesto fue ocupado por El Nacional.
En Chile hubo un extinto equipo llamado Green Cross llamado Club de Deportes Green Cross que jugaba en Santiago, para desde el año 1965, se trasladó a la ciudad de Temuco, la capital de la Región de La Araucanía, en el sur del país.
En esa ciudad permaneció hasta su desaparición definitiva en 1985, siendo reemplazado por el actual Club de Deportes Temuco, manteniendo la insignia y los colores del uniforme del Green Cross.

## Datos del club
- Puesto histórico: 27.° (24.° según la RSSSF)[3]
- Temporadas en Serie A: 6 (1991-II-1996).[4]
- Temporadas en Serie B: 3 (1991-I, 1997-1998).[4]
- Temporadas en Segunda Categoría: 36 (1968-1990, 1999-2011).
- Mejor puesto en la liga: 4.° (1993 y 1994).[5]
- Peor puesto en la liga: 11.° (1996).
- Mayor goleada a favor en torneos nacionales:
  - 6 - 0 contra Deportivo Cuenca (12 de agosto de 1992).[6]
- Mayor goleada en contra en torneos nacionales:
  - 6 - 0 contra El Nacional (29 de marzo de 1995).[7]
- Máximo goleador histórico:
- Máximo goleador en torneos nacionales:
- Primer partido en torneos nacionales:
  - Valdez 1 - 0 Green Cross (20 de julio de 1991 en el Estadio Los Chirijos).[8]

## Palmarés

### Torneos nacionales
| Competición                      | Títulos | Subcampeonatos |
| -------------------------------- | ------- | -------------- |
| Serie B de Ecuador (1)           | 1991-I. |                |
| Segunda Categoría de Ecuador (1) | 1990.   |                |

### Torneos provinciales
| Competición                     | Títulos                                | Subcampeonatos |
| ------------------------------- | -------------------------------------- | -------------- |
| Segunda Categoría de Manabí (5) | 1971, 1986, 1988, 1989, 1990. (Récord) |                |